# Dorlar (Schmallenberg)
Dorlar ist ein Ortsteil der Stadt Schmallenberg in Nordrhein-Westfalen.

## Geografie

### Lage
Dorlar liegt rund acht Kilometer nordwestlich von Schmallenberg. Durch den Ort führt die Bundesstraße 511 und fließt die Leiße. Um das Dorf liegt das Landschaftsschutzgebiet Ortsrandlage Dorlar.

### Nachbarorte
Angrenzende Orte sind Frielinghausen, Nierentrop, Kirchilpe, Twismecke, Sellinghausen, Mailar, Grimminghausen, Menkhausen und Berghof.

## Geschichte
Dorlar wurde Pfingsten 1273 erstmals in einer Grafschafter Urkunde genannt. Borchardus von Durelare war damals Zeuge einer Schenkung von Conrad von Nierentrop. Der Ort ist jedoch älter, 1150 existierte bereits eine Kapelle in Dorlar. Im gleichen Jahr wurde auch der heute nicht mehr bestehende Königshof gebaut. Die Namensbedeutung von Dorlar ist strittig. „Dorlar“ bedeutet entweder Herzogslager, Kampfburg, öde Flur oder Grasplatz am Hügelhang (keltisch).

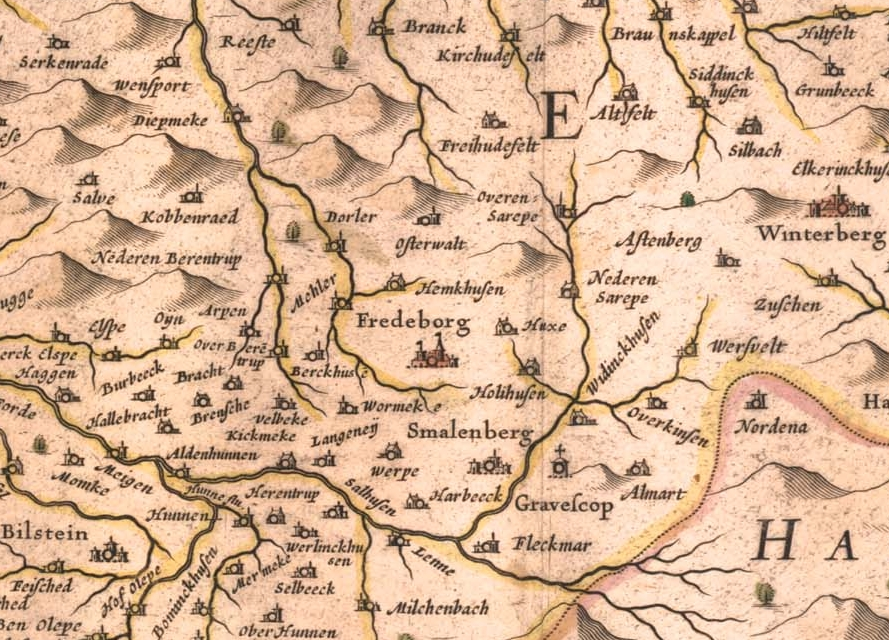
Dorler auf der Karte Westphalia Ducatus

1350 lebten in Dorlar 30 Personen. Die Bevölkerung verdoppelte sich bis 1468. Die Dorfkapelle wurde 1358 erstmals vergrößert. 229 Jahre später erhielt Dorlar eine Pfarrei. Die Pfarrei wurde 1587 von Kirchilpe (damals Yffelpe) nach Dorlar verlegt. 1645 wurde Dorler auf der Karte Westphalia Ducatus kartografisch erfasst. Die Landstraße (heutige B 511) zwischen Fredeburg und Bremke wurde 1839 fertiggestellt. Der Dorlarer Bahnhof an der Eisenbahnlinie nach Schmallenberg wurde 1911 eröffnet. Die Einstellung des Bahnbetriebes erfolgte 1991, wobei dieser u. a. für den Transport von Rohren für eine Gasleitung zeitweise wiederaufgenommen wurde. Die Demontage der Gleise im wurde im Jahre 2004 durchgeführt. Heute befindet sich auf dem Gleisbett ein Radweg.
Im Rahmen der kommunalen Neugliederung durch das Sauerland/Paderborn-Gesetz, die am 1. Januar 1975 in Kraft trat, wurden die Stadt Fredeburg, die Stadt Schmallenberg und einige andere Orte und Gemeinden (darunter Dorlar, Kirchilpe, Nierentrop, Altenilpe, Sellinghausen, Berghof, Grimminghausen, Kuhberg und Twismecke) zur neuen Stadt Schmallenberg.

## Religion

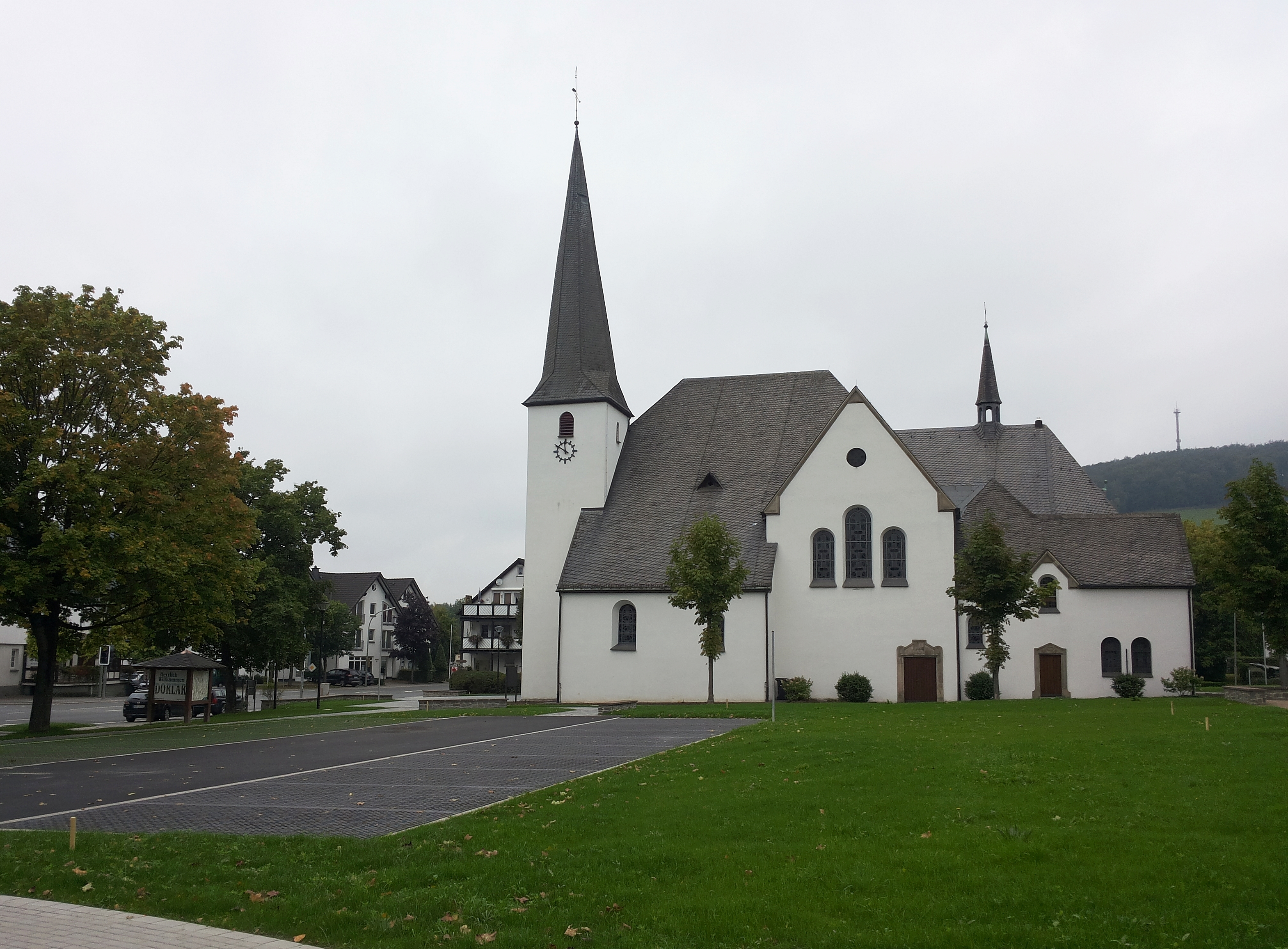
St. Hubertus

Im Ort befinden sich die von Joseph Buchkremer erbaute katholische Kirche St. Hubertus und die evangelische Kirche St. Petri (Grundsteinlegung 1947), welche als einzige evangelische Kirche in Westfalen in Privateigentum ist.

## Wirtschaft
Größter Arbeitgeber im Ort ist das Martinswerk e. V. Dorlar (Verein für innere Mission). Außerdem gibt es eine Strumpffabrik, ein Bauunternehmen, einen Stuckateurbetrieb mit Schwerpunkt Lehmbau, ein Autohaus, ein Betonwerk, einen Friseur, einen Bankautomaten, eine Praxis für Physiotherapie, Kinder- und Jugendlichenpsychotherapeuten, mehrere Bauernhöfe, eine Metzgerei.

## Bildung

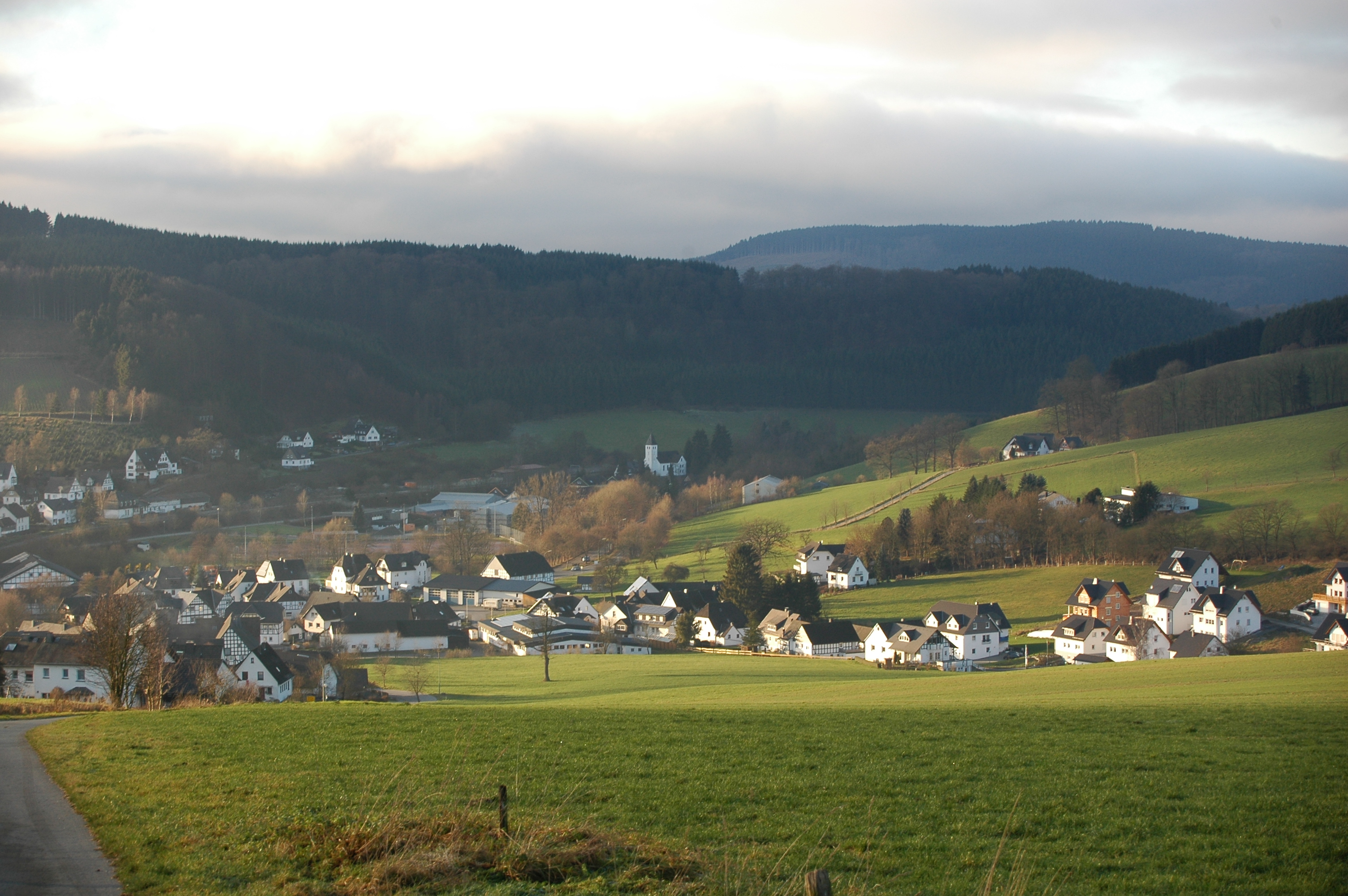
Dorlar, Blick auf St. Petri

Im Ort gibt es eine Förderschule (Martinsschule des Hochsauerlandkreises) sowie einen Kindergarten. Die Grundschule wurde geschlossen.

## Verkehr
Dorlar liegt an der Bundesstraße 511. Von 1911 bis 1994 wurde der Ort auch von der Eisenbahn bedient. Der Bahnhof verfügte über ein Ladegleis und zwei Bahnsteige. Der letzte Regelpersonenzug befuhr die Strecke Wenholthausen-Altenhundem am 28. Mai 1964. Der letzte Güterzug am 29. Dezember 1994. Die Bahntrasse ist mittlerweile komplett abgebaut, auf dem Bahndamm wurde 2007 der Sauerlandradring eröffnet.

## Persönlichkeiten
- Friedel Birker (1907–1969), lutherischer Pfarrer und Gemeindegründer